# Bob Dylan's Greatest Hits Vol. 3
Albums de Bob Dylan
World Gone Wrong
(1993) MTV Unplugged
(1995)
Bob Dylan's Greatest Hits Vol. 3 est une compilation de Bob Dylan paru le 15 novembre 1994.

## Titres
Toutes les chansons sont écrites et composées par Bob Dylan, sauf indications contraires.
| 1.      | Tangled Up in Blue                     |                | 5:42  |
| 2.      | Changing of the Guards                 |                | 6:36  |
| 3.      | The Groom's Still Waiting at the Altar |                | 4:03  |
| 4.      | Hurricane                              | Dylan, Lévy    | 8:34  |
| 5.      | Forever Young                          |                | 4:58  |
| 6.      | Jokerman                               |                | 6:16  |
| 7.      | Dignity                                |                | 5:58  |
| 8.      | Silvio                                 | Dylan, Hunter  | 3:07  |
| 9.      | Ring Them Bells                        |                | 3:02  |
| 10.     | Gotta Serve Somebody                   |                | 5:25  |
| 11.     | Series of Dreams                       |                | 5:53  |
| 12.     | Brownsville Girl                       | Dylan, Shepard | 11:04 |
| 13.     | Under the Red Sky                      |                | 4:09  |
| 14.     | Knockin' on Heaven's Door              |                | 2:30  |
| 1:17:24 |                                        |                |       |